# Udo Nagel

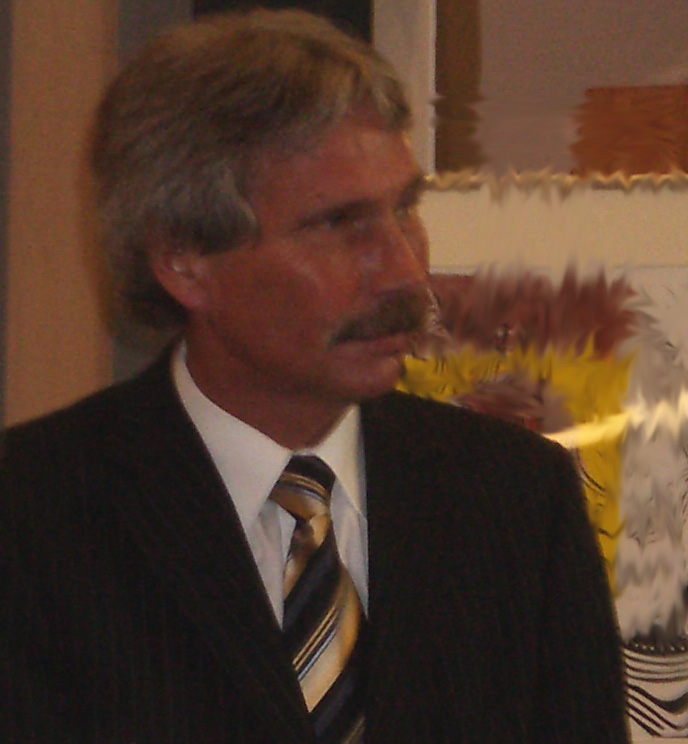
Udo Nagel 2006

Udo Nagel (* 14. Oktober 1951 in Görlitz) ist ein deutscher Politiker. Von 2004 bis 2008 war er Präses der Behörde für Inneres (Innensenator) der Freien und Hansestadt Hamburg.

## Leben
Udo Nagel wuchs in Vilseck auf. Nach der Mittleren Reife 1969 in Sulzbach-Rosenberg trat Nagel in den mittleren Vollzugsdienst der Bayerischen Polizei ein. Von 1972 bis 1976 wurde er bei der Siemens AG und dem Bayerischen Landeskriminalamt in München zum Programmierer ausgebildet. Daneben besuchte er das Abendgymnasium in München, wo er 1978 das Abitur bestand. Anschließend stieg er in den gehobenen Polizeivollzugsdienst auf. Auf der Bayerischen Beamtenfachhochschule – Fachbereich Polizei – in Fürstenfeldbruck legte er 1981 die Prüfung zum Diplom-Verwaltungswirt (FH) ab. 1987 stieg er schließlich in den höheren Dienst auf und wirkte lange Zeit im Dezernat 11 („Straftaten gegen das Leben“) beim Polizeipräsidium München. Dabei war er unter anderem leitender Ermittler im Fall Sonja Engelbrecht. Von 2001 bis 2002 war er als Kriminaldirektor Leiter der Abteilung Verbrechensbekämpfung beim Polizeipräsidium München.
Am 15. Januar 2002 wurde er von Innensenator Ronald Schill zum Polizeipräsidenten von Hamburg ernannt.
Seit dem 17. März 2004 gehörte er als parteiloser Innensenator dem von Ole von Beust geleiteten Senat der Freien und Hansestadt Hamburg an. Nach der Bürgerschaftswahl in Hamburg 2008 berief ihn von Beust nicht mehr in den Senat, sein Nachfolger wurde (seit dem 7. Mai 2008) Christoph Ahlhaus.
Nagel moderierte von 7. Oktober 2010 bis zum 22. November 2010 die RTL-2-Sendung Tatort Internet – Schützt endlich unsere Kinder.
Udo Nagel ist verheiratet und hat zwei Kinder.

## Ehrungen und Auszeichnungen
- 2004 Pfeifenraucher des Jahres[2]
- 2008 Ehrenzeichen des Technischen Hilfswerks in Gold[3]